# 二氟硅烷
二氟硅烷是无机化合物，化学式为SiH2F2，是甲硅烷的两个氢原子被氟取代而成的。

## 制备
二氟硅烷可由二氯硅烷和三氟化锑的卤素交换反应制得。
3 SiH2Cl2 + 2 SbF3 → 3 SiH2F2 + 2 SbCl3
它也可以由四氟化硅和氢气反应而成：
SiF4 + 2 H2 → SiH2F2 + 2 HF
当煤炭燃烧时，微量的二氟硅烷会因此产生。

## 性质
二氟硅烷是一种气体，沸点 −77.8 °C，熔点 −122 °C。 它没有颜色。 二氟硅烷的硅-氟键长度为 1.358 Å ，大于一氟硅烷但小于三氟硅烷。

## 反应
在放电情况下，它们的一个氢原子会脱离，形成 SiHF2SiHF2 和氢气。
2 SiH2F2 → SiHF2SiHF2 + H2
在高温下，二氟硅烷会歧化成一氟硅烷和三氟硅烷。

## 用处
二氟硅烷用于牙科清漆中，以防止蛀牙。 
二氟硅烷也用于化学气相沉积中，以沉积氮化硅膜。